# Omnisport Apeldoorn

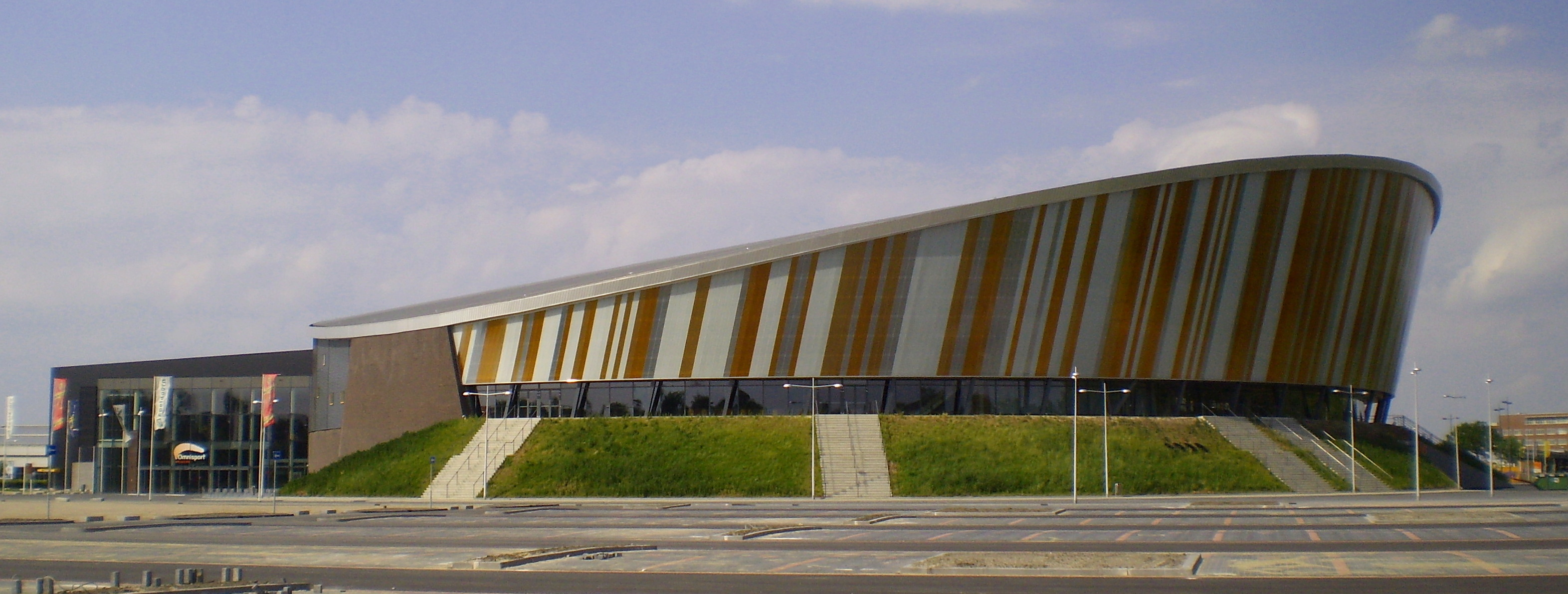

Omnisport Apeldoorn är en inomhusarena för främst cykling, friidrott och volleyboll i Apeldoorn, Nederländerna. Förut för sport används den även för  konferenser och mässor. Arenan invigdes 14 november 2008.
Arenan består av två delar. Den ena delen är för friidrott och cykling med en 250 m velodrom och 200 m löparspår och kan ta 5 000 åskådare. Den andra delen är för volleyboll, basket, futsal och hockey och består av två delar som kan ta 800 och 500 åskådare. För större arrangemang kan även den större delen användas för bollsporter.
Större arrangemang som arenan har använts för inkluderar Världsmästerskapen i bancykling 2011 och 2018 och EM 2015 och VM 2022 i volleyboll för damer.